# Preisanpassungskosten
Als Preisanpassungskosten bezeichnet man in der Volkswirtschaftslehre Anpassungskosten, die durch die Anpassung von Preisen entstehen. Eine andere Bezeichnung ist Speisekarteneffekt (englisch menu costs), die verbildlicht, dass in der Gastronomie Preisänderungen ein Neuerstellen der Speisekarten erfordern. 
Allgemein werden alle Kosten zu den Preisanpassungskosten hinzugerechnet, die durch eine Preisanpassung entstehen, beispielsweise die Kosten, die durch das Drucken von neuen Preislisten, Produktkatalogen oder Broschüren entstehen, aber auch die Kosten der Entscheidung über neue Preise.
Durch die Zunahme des elektronischen Handels sind die Preisanpassungskosten gesunken, da die elektronischen Preislisten ohne großen Aufwand rasch angepasst werden können.
Als Folge entstehen Unternehmen mit hohen Preisanpassungskosten Nachteile, da sie ihre Preise seltener anpassen: Direkt nach einer Preiserhöhung, die für einen längeren Zeitraum gedacht ist, sind die Güter des Unternehmens relativ gesehen teurer als diejenigen der Konkurrenten.
Normalerweise sind Preisanpassungskosten relativ gering, in Zeiten von unerwarteter Inflation sind sie stärker zu beachten. Während Hyperinflationen müssen Unternehmen ihre Preise täglich oder sogar noch öfter ändern, um mit all den anderen Preisen in der Volkswirtschaft Schritt zu halten.
Zur Zeit der Weltwirtschaftskrise stiegen sie so stark, dass es in deutschen Restaurants zeitweise keine Preislisten mehr gab. Stattdessen stellte sich alle halbe Stunde ein Kellner auf einen Tisch, um die Preiserhöhungen bekannt zu geben.